# Targeta blava (Unió Europea)
La Targeta blava (Unió Europea) és una aprovació de la Unió Europea de permís de treball (Directiva del Consell 2009/50/CE), que permet als ciutadans molt qualificats de tercers països treballar i viure en qualsevol país de la Unió Europea, excepte Dinamarca, Irlanda i Gran Bretanya, que no estan subjectes a la mencionada proposta. El terme targeta blava va ser donat per un Think tank la Institució Bruegel, inspirada en la Green Card dels Estats Units i fent referència a la bandera europea, que és de color blau amb dotze estrelles daurades.

## Proposta
La proposta de la targeta blava es va presentar en una conferència de premsa a Estrasburg el 23 d'octubre de 2007, pel President de la Comissió Europea José Manuel Barroso, i el Comissari de Justícia, Llibertat i Seguretat, Franco Frattini. Barroso va explicar els motius de la proposta: la falta de mà d'obra en el futur de la UE, la dificultat per als treballadors de tercers països per moure's entre els diferents Estats membres per motius de treball, i els procediments d'admissió en conflicte per als diferents 27 Estats membres, i la «bretxa dels drets entre els ciutadans de la UE i dels immigrants legals».
La proposta de la targeta blava presentada per la Comissió Europea ofereix un procediment d'una única via als ciutadans no pertanyents a la Unió Europea per sol·licitar un permís de treball, que seria vàlid per a un màxim de dos anys, però amb opció per renovar a partir d'aleshores. Aquells que se'ls concedeixi una targeta blava se li donarà una sèrie de drets, com ara regles favorables per a la reagrupació familiar. La proposta també promou la mobilitat geogràfica dintre de la UE, entre els diferents Estats membres, per als que se'ls ha concedit una targeta blava. La base jurídica d'aquesta proposta és a l'article 63(3)(a) i (4) del Tractat de Roma, que estableix que el Consell haurà d'adaptar les mesures sobre política d'immigració en relació amb «les condicions d'entrada i residència i les normes sobre procediments d'expedició pels Estats membres "i mesures" que defineixin els drets i les condicions sota les quals els nacionals de tercers països que resideixin legalment en un Estat membre puguin residir en altres Estats membres».

## Requisits
L'adquisició de la targeta blava té diversos requisits. El sol·licitant ha de tenir un contracte de treball o l'oferta ferma de feina amb un sou d'almenys 1,5 vegades el salari brut mig anual pagat a l'Estat membre. L'adquirent de la targeta blava ha de mostrar un document de viatge vàlid i un permís de residència o un visat i els documents que demostrin la més alta qualificació professional pertinent.